# Montenegro (Chile)
Montenegro es una localidad de la Región Metropolitana de Santiago, situada en la comuna de Til Til a unos 22 km de esta última, y a 63 km de la Conurbación del Gran Santiago de Chile, la capital nacional. Es orillado por el Estero Rungue y es conectado únicamente por la Ruta 5. Alberga una población de 659 habitantes según el INE.

## Lugares de Interés

### Estación Montenegro
Extracto de Estación Montenegro:
La estación Montenegro fue una estación de ferrocarril perteneciente a la Empresa de los Ferrocarriles del Estado y está formando parte de la línea Santiago - Valparaíso. Fue inaugurado en 1863, mientras que su cierre hacia el transporte de pasajeros fue en 1992, actualmente está en desuso con excepciones y ha sido declarado patrimonio cultural.

## Demografía
Según el censo chileno de 2017 Montenegro contaba con una población de 659 habitantes, entre estos 360 eran hombres y 299 mujeres, en la localidad se reportó un total de 221 viviendas.